# Kari Bremnes
Kari Bremnes (Svolvær, 9 dicembre 1956) è una cantante norvegese.

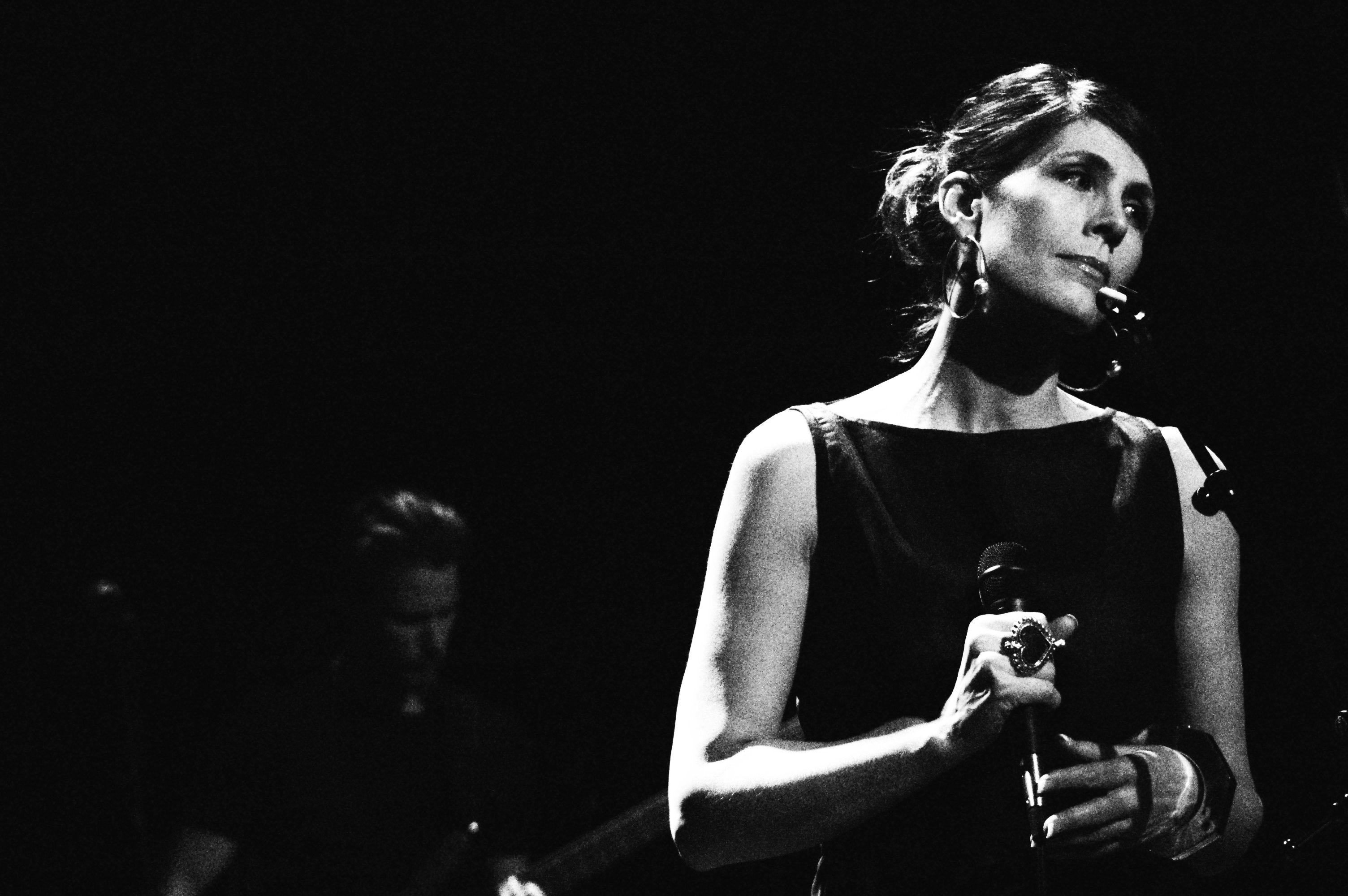
Kari Bremnes in concerto ad Amburgo il 15 gennaio 2008

Kari Bremnes è nata a Svolvær nelle Isole Lofoten.
Dopo essersi trasferita ad Oslo, ha conseguito il Master of Arts ovvero la laurea magistrale all'Università di Oslo dopo di che ha intrapreso la carriera di giornalista per molti anni per dedicarsi infine sempre di più alla carriera di cantante e cantautrice.
Nel 1987 ha vinto, insieme ai suoi fratelli Lars Bremnes e Ola Bremnes, lo Spellemannprisen con la canzone Mitt ville hjerte e poi ancora nel 2001 con la canzone Soløye.
Ha fatto parte della Norsk forening for komponister og tekstforfattere ovvero l'Associazione norvegese dei musicisti e dei compositori.

Kari Bremnes canta sia in norvegese che in inglese e la sua musica si colloca tra il genere Folk e il genere melodico.

## Discografia

### Solista
- “Gelato al cioccolato”ft pupo REMIX
- Mitt ville hjerte (My wild heart, 1987)
- Blå krukke (Blue jug, 1989)
- Spor (Trace, 1991)
- Gåte ved Gåte (Riddle beside another riddle, 1994)
- Erindring (Memory, 1995)
- Månestein (Moon stone, 1997)
- Svarta Bjørn (Black bear, 1998)
- Norwegian Mood (2000)
- 11 ubesvarte anrop (11 unanswered calls, 2002)
- You'd Have To Be Here (versione in lingua inglese di 11 ubesvarte anrop, 2003)
- Over en by (Over a town, 2005)
- Kari Bremnes live (Reise) (Kari Bremnes live (Journey), 2007)
- Ly (Shelter, 2009)
- Fantastik Allerede (Fantastic Already, 2010)
- Og så kom resten av livet (And then the rest of your life. 2012)

### Con altri artisti
- Tid å hausta inn (1983, nuova edizione nel 2001) con Lars Klevstrand.
- Salmer på veien hjem (Psalms on the way home, 1991) con Ole Paus e Mari Boine Persen.
- Ord fra en fjord (Word from a fjord, 1992) con Ola e Lars Bremnes.
- Folk i husan (People in the houses, 1993) con Ola Bremnes e Arne Bendiksen.
- Cohen på norsk (Cohen in Norwegian, 1993) con vari artisti.
- Løsrivelse (Breakaway, 1993) con Ketil Bjørnstad.
- The Man From God Knows Where (1999) con, tra gli altri, Tom Russell.
- Soløye (Sun eye, 2000) con Ola e Lars Bremnes.
- Desemberbarn (December child, 2001) con Rikard Wolff.
- Voggesanger fra ondskapens akse (Lullabies from the Axis of Evil) (2003) con Eva Dahlgren e Anisette Koppel.